# Illapel
Illapel est une ville et une commune du Chili de la province de Choapa, elle-même située dans la région de Coquimbo et qui se trouve à l'est de Los Vilos.

## Géographie

### Démographie
En 2017, sa population s'élevait à 30 848 habitants. La superficie de la commune est de 2 629 km2 (densité de 2).

## Histoire
Illapel a été fondée en 1774.

## Administration

Position de Illapel (en rouge) au sein de la Région de Coquimbo.

Entre les années 2008-2021, le maire de cette localité était Denis Cortés Vargas. Depuis 2021, le maire est Denis Cortés Aguilera, le fils du dernière maire. 

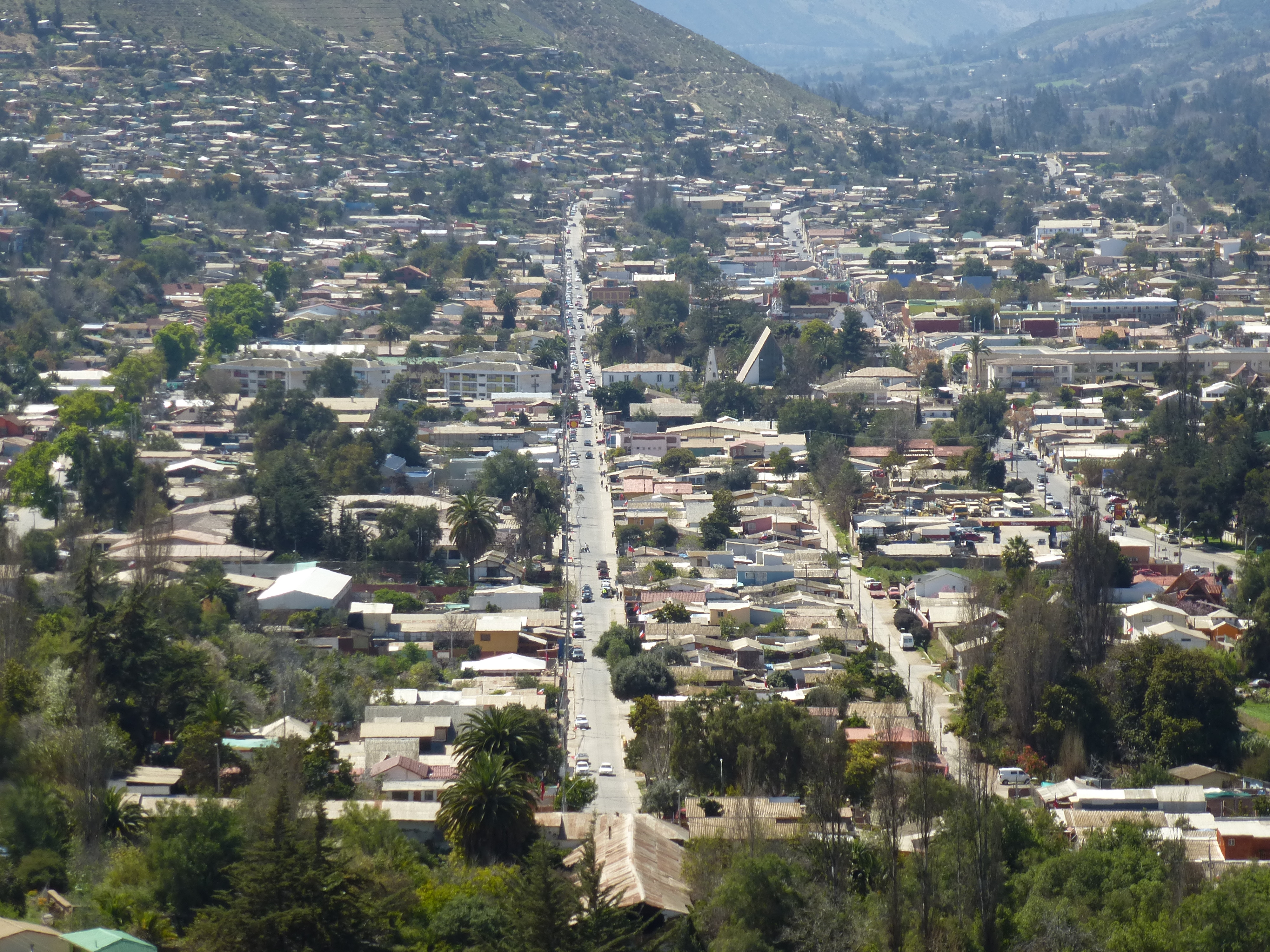
vue d'ensemble d'Illapel.
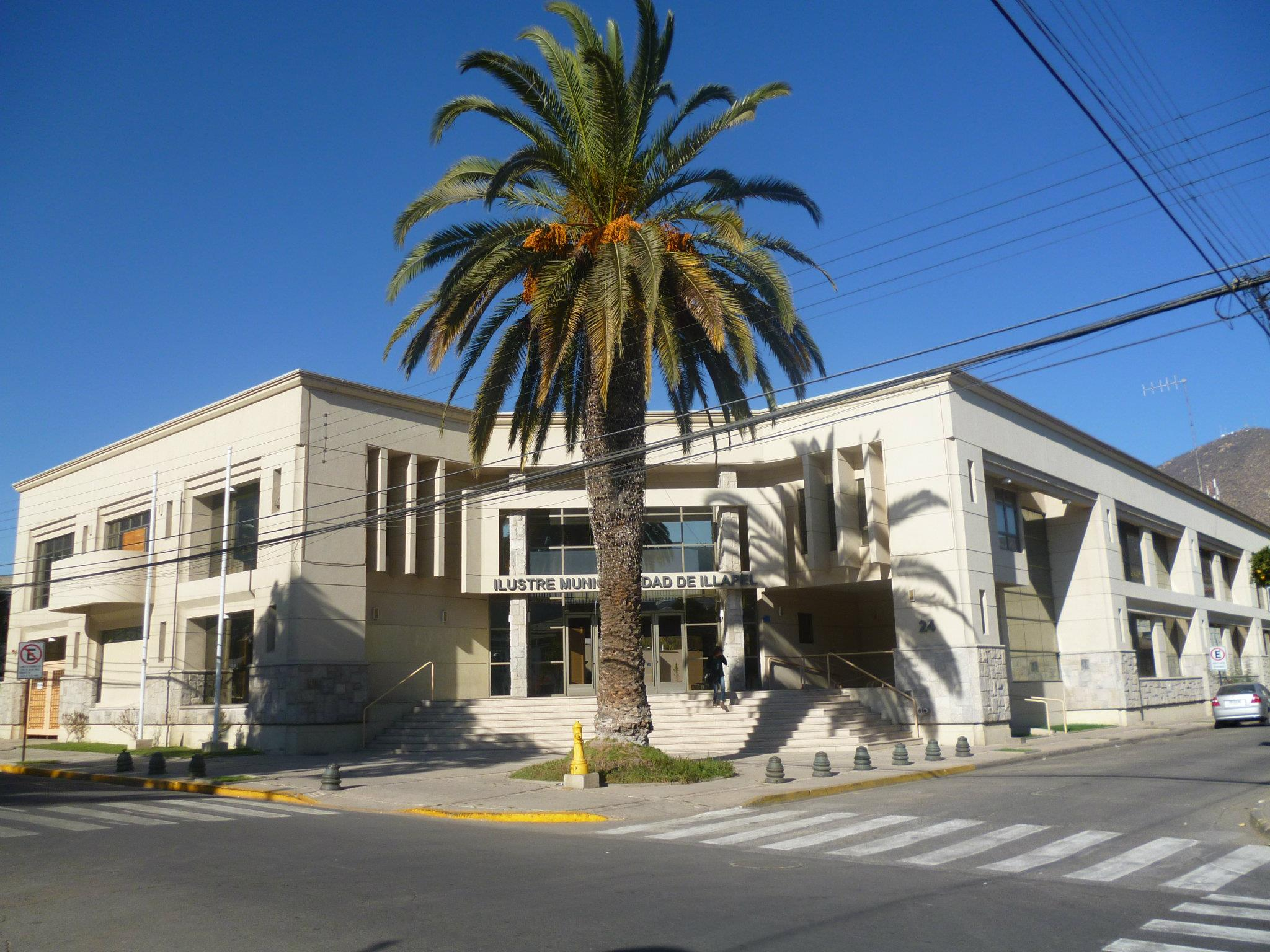
Mairie d'Illapel.